# ALL SINGLES BEST (スガシカオのアルバム)
『ALL SINGLES BEST』（オール・シングルス・ベスト）は、スガシカオのベストアルバム。

## 概要
- デビュー10周年を記念してリリースされた。

## 収録曲

### Disc 1
1. 午後のパレード
  - 21stシングル「午後のパレード」収録
  - 7thアルバム『PARADE』収録
2. 真夏の夜のユメ
  - 20thシングル「真夏の夜のユメ」収録
  - 7thアルバム『PARADE』収録
3. 19才
  - 19thシングル「19才」収録
  - 7thアルバム『PARADE』収録
4. 奇跡
  - 18thシングル「奇跡/夏陰/サナギ」収録
  - 7thアルバム『PARADE』収録
5. 夏陰〜なつかげ〜
  - 18thシングル「奇跡/夏陰/サナギ」収録
  - 7thアルバム『PARADE』収録
6. サナギ〜theme from xxxHOLiC the movie〜
  - 18thシングル「奇跡/夏陰/サナギ」収録
7. 光の川
  - 17thシングル「光の川」収録
  - 6thアルバム『TIME』収録
8. クライマックス
  - 16thシングル「クライマックス」収録
  - 6thアルバム『TIME』収録
9. 秘密
  - 15thシングル「秘密」収録
  - 6thアルバム『TIME』収録
10. サヨナラ
  - 14thシングル「サヨナラ/気まぐれ」収録
  - 5thアルバム『SMILE』収録
11. アシンメトリー
  - 13thシングル「アシンメトリー」収録
  - 5thアルバム『SMILE』収録
12. 青空
  - 12thシングル「青空/Cloudy」収録
  - 5thアルバム『SMILE』収録
13. Cloudy
  - 12thシングル「青空/Cloudy」収録
  - アルバム初収録。

### Disc 2
1. 夜空ノムコウ（additional track）
  - ベストアルバム『Sugarless』収録
2. 8月のセレナーデ
  - 11thシングル「8月のセレナーデ」収録
  - ベストアルバム『Sugarless』収録
3. AFFAIR
  - 10thシングル「AFFAIR」収録
  - 4thアルバム『4Flusher』収録
4. SPIRIT
  - 9thシングル「SPIRIT」収録
  - 4thアルバム『4Flusher』収録
5. あまい果実
  - 8thシングル「あまい果実」収録
  - 3rdアルバム『Sweet』収録
6. 夜明けまえ
  - 7thシングル「夜明けまえ」収録
  - 3rdアルバム『Sweet』収録
7. ぼくたちの日々
  - 6thシングル「ぼくたちの日々」収録
  - 3rdアルバム『Sweet』収録
8. ストーリー
  - 5thシングル「ストーリー」収録
  - 2ndアルバム『FAMILY』収録
9. 愛について
  - 4thシングル「愛について」収録
  - 2ndアルバム『FAMILY』収録
10. ドキドキしちゃう
  - 3rdシングル「ドキドキしちゃう」収録
  - 1stアルバム『Clover』収録
11. 黄金の月
  - 2ndシングル「黄金の月」収録
  - 1stアルバム『Clover』収録
12. ヒットチャートをかけぬけろ
  - 1stシングル「ヒットチャートをかけぬけろ」収録
  - 1stアルバム『Clover』収録
13. 春夏秋冬（additional track）
  - 新曲。
  - 日本テレビ系『NEWS ZERO』テーマソング

## 演奏
Disc 1
- スガシカオ
  - Vocal
  - Acoustic Guitar (#1.2.3.4.6.7.8.10.11.12.13)
  - Electric Guitar (#1.3.4.6-13)
  - Bass (#3.4.6.7.9-13)
- 有賀啓雄：Bass (#1)
- 屋敷豪太：Drums (#1)
- 大島俊一：Keyboards (#1)
- Simon Hale：Strings Arrangement
- The London Session Orchestra：Strings (#1)
- 西川進：Electric Guitar (#2)
- 亀田誠治：Bass (#2.5)
- 山木秀夫：Drums (#2)
- 金原千恵子ストリングス：Strings (#2.5)
- 森俊之
  - Keyboards (#3.4.6-13)
  - Programming (#3.4.6-10.12.13)
  - Moog Bass (#8)
  - Pro Tools Editing (#10)
  - Manipulation (#11)
- 清水弘貴：Electric Guitar (#3)
- 森信行：Drums (#3)
- 沼澤尚：Drums (#4.7)
- 大滝裕子：Chorus (#4.6)
- 石成正人：Acoustic Guitar, Electric Guitar (#5)
- 斎藤有太：Wurlitzer (#5)
- 河村“カースケ”智康：Drums (#5)
- 斎藤久美：Chorus (#6)
- 村田陽一：Trombone (#8.10)
- 西村浩二：Trumpet (#8.10)
- 小池修：Tenor Sax (#8)
- 本間将人：Alto Sax (#8)
- 佐藤洋介 (COIL)：Electric Guitar (#9)
- 中村文俊：Programming (#9)
- 山本拓夫：Tenor Sax, Baritone Sax (#10)
- 岡田勉、藤原暢之：Pro Tools Editing (#10)
- 間宮工：Electric Guitar (#12.13)

Disc 2 
- スガシカオ
  - Vocal
  - Acoustic Guitar (#1.3-12)
  - Electric Guitar (#3-12)
  - Bass (#2.5.8.9.11)
  - Keyboards (#10)
  - Programming (#10.11.12)
- 森俊之
  - Keyboards (#1-11)
  - Programming, Strings Arrangement (#1)
  - Brass Arrangement (#3)
- 中村キタロー
  - Bass (#1.4.6.7.12)
  - Percussion (#12)
- 山木秀夫：Drums (#1.5.6.8)
- 後藤勇一郎ストリングス：Strings (#1)
- 中村文俊：Manipulation (#1-12)
- 間宮工：Acoustic Guitar (#2)
- 沼澤尚：Drums (#3.4)
- 坂本竜太：Bass (#3)
- 山本拓夫：Tenor Sax (#3)
- 村田陽一：Trombone (#3)
- 荒木敏男：Trumpet (#3)
- あらきゆうこ：Drums Sampling Source (#9)
- 宮田繁男：Drums (#10)
- 高橋良一：Percussion (#11)
- 山崎まさよし：Acoustic Guitar (#12)
- 菊地成孔：Tenor Sax (#12)
- 島田昌典：Acoustic Piano (#13)
- 狩野良昭：Acoustic Guitar, Electric Guitar (#13)
- 松原秀樹：Bass (#13)
- 佐野康夫：Drums (#13)
- 弦一徹ストリングス：Strings (#13)